# Chorizanthe orcuttiana
Chorizanthe orcuttiana är en slideväxtart som beskrevs av Charles Christopher Parry. Chorizanthe orcuttiana ingår i släktet Chorizanthe och familjen slideväxter. Inga underarter finns listade i Catalogue of Life.